# Palet de Rotllan
El Palet de Rotllan és una muntanya de 1.061 metres del límit dels termes comunals de Arles, Cortsaví i Montboló, de la comarca del Vallespir, a la Catalunya del Nord. Es troba en el punt d'intersecció de les tres comunes esmentades, a prop de l'extrem occidental de la de Montboló, a l'extrem nord de la d'Arles i a la zona nord-est de la de Cortsaví. En el seu vessant sud-est es troba el dolmen anomenat Caixa de Rotllan.
La llegenda atribueix a aquest indret, i a les pedres que el formen, el lloc on el llegendari heroi Rotllan havia jugat a bitlles, o al palet, en un dels seus sojorns vallespirencs.